# 位面
位面（PLANES）是奇幻桌面角色扮演游戏龙与地下城的异度风景战役设定中的一个名词，指一个独立的宇宙。后来也被龙与地下城的其他战役设定引用，例如被遗忘的国度。
在中文翻译中常常可以看到很多位面的名字目前还没有完全统一的翻译标准，甚至Planes这个词本身也存在几种译法：有时译作界域，电脑游戏异域镇魂曲中将这个词翻译为异界，例如达肯就是来自狱边异界（英文为Limbo，又被翻译为林勃混沌海、混沌海位面）。

## 位面分类
位面分为几大类：物质位面，过渡位面，内层位面，外层位面和半位面。
物质位面（Material Plane）：物质位面是所有位面中最接近地球世界的一类，有着与真实世界相似的自然法则，其中又以主物质位面（Prime Material Plane）最为“普通”，这也是大多数冒险的缺省位面。主物质位面类似我们平时游戏中常见的世界，但包含了很多常见的战役设定背景，例如“被遗忘的世界”战役设定的托瑞尔，“龙枪”战役设定的克莱恩，“灰鹰”设定的奥斯，“浩劫残阳”的阿塔斯。这些世界之间彼此分离，但也可以借助一些方法相互访问（例如传送门或者魔法船）。
过渡位面（Transitive Planes）：这三个位面有一个重要的共性：可以用来作位面旅行。星界位面能到达其他所有位面，而以太位面和阴影位面都连接主物质位面，可以穿行其中，这些位面与主物质位面有着最强的互动关系，可以通过多种魔法来访问，它们也拥有自己的原住民。
内层位面（Inner Planes）：内层位面是各种元素的所在地，这些元素组成了主物质世界。最主要的六个内层位面分别是：火、空气、水、土、正能量、负能量。这六个位面是构成世界的基本成分的体现，其中每一个都由一种单独的元素或者能量主导构成（例如火元素位面整个空间充斥着无尽的不灭之火），内层位面的原住民也是由相应的元素或者能量构成的，魔法师可以藉由召唤魔法从内层位面召唤来元素生物为之作战。内层位面通过以太位面与物质位面相连，是物质位面的物理基础，由来自内层位面的元素组合诞生出物质位面的一切。
外层位面（Outer Planes）：外层位面是由物质位面的哲学和信仰所诞生出的位面。在外层位面，信仰就是一切，现实由信仰所塑造——只要意志足够强烈（例如有足够多人相信同一个信仰，或者有足够强大意志的生物如此希望），它就会成为现实。诸神居住在外层位面，天界生物（如天使），恶魔（demons）和魔鬼（devils）也是一样。每个外层位面都有自己的阵营，体现着某种特定的道德伦理倾向（善良的位面称为上层位面，邪恶的位面称为下层位面），这些位面的原住民的阵营也倾向于与其保持一致（例如天使居住在上层位面，而恶魔和魔鬼居住在下层位面——守序邪恶的称为魔鬼，居住在守序邪恶的Baator位面，而混乱邪恶的称为恶魔，居住在混乱邪恶的Abyss位面）。外层位面也是主物质界灵魂的最终安息之地，虽然这种安息可能是宁静的冥思，也可能是永恒的诅咒。大部分生物在死后都会依据其生前的阵营，前往相应的外层位面。因而魔鬼和恶魔会试图腐化人心，企图让他们死后堕入下层位面，成为他们的士兵永远在血腥战争中战斗。
外层位面是精神和信仰的投影，因而也是由信仰所诞生的神明和恶魔、魔鬼的居住地。按照位面的阵营倾向，外层位面又被划分成十七个不同的位面，最常提到有“七层天堂（守序善良）”、“九层地狱（守序邪恶）”、“无底深渊（混乱邪恶）”、“外域（完全中立）”等。法印城在外域中心的无极尖峰（The Spire，是一座无限高的山峰）之上旋转。在外层位面，信念就是力量。
半位面（Demiplanes）：这个一揽子的分类包括所有与普通位面类似，但只有可量度大小和有限通路的异度空间。其他位面在理论上是无限大的，而一个半位面却可能只有几百尺大小。

## 位面特性
每个位面的自然法则都可能不同，例如物理特性、元素和能量、阵营、魔法效果。一个位面的物理特性（包括重力、时间、形状、大小）都有可能和正常位面不同，例如在混沌海人们可以用意念决定重力向哪个方向。
在主物质位面，基本上各种元素和能量都有，但内层位面往往由一种元素或能量主导，例如火元素位面就充满了火焰，不需要燃料就能持续燃烧，对火焰没有抗性或者免疫力的生物很快就会被烧死。
大部分外层位面有特定的阵营倾向，例如混沌海的大部分地区都有着强烈的混乱倾向，守序阵营的生物会感到非常不适，甚至连神祇也是一样。
一般主物质位面的魔法效果都比较正常，而外层、内层位面则千变万化，例如在混沌海的大部分地区，魔法效果都很不稳定。